# 老母殿
老母殿位于陕西省西安市临潼区骊山西绣岭第二峰之巅。骊山老母即女娲，相传曾在骊山炼石补天。
该殿始建于秦，唐初重建，现有建筑属于明清格局。